# Grisfuchsfell

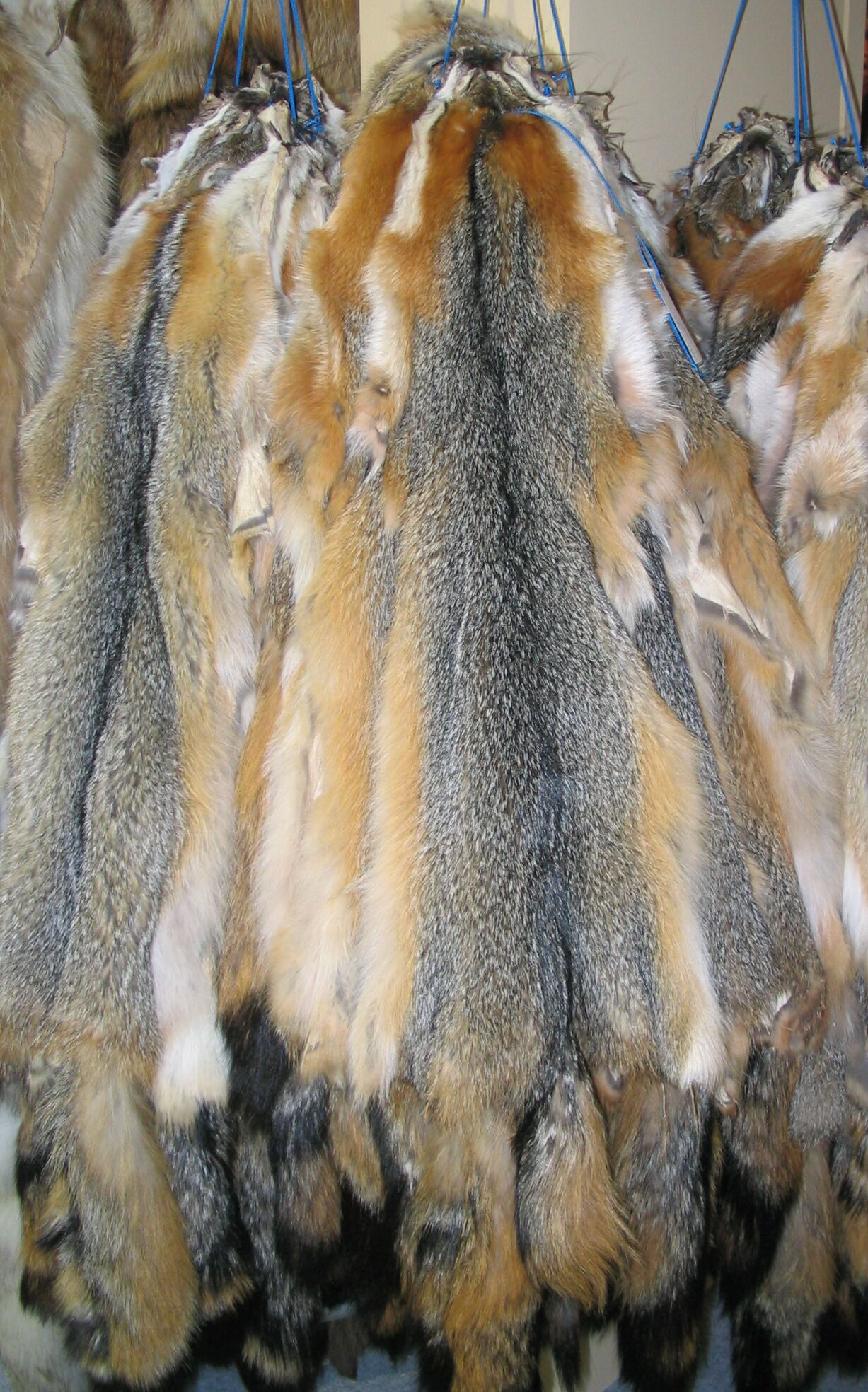
Nordamerikanische Grisfuchsfelle

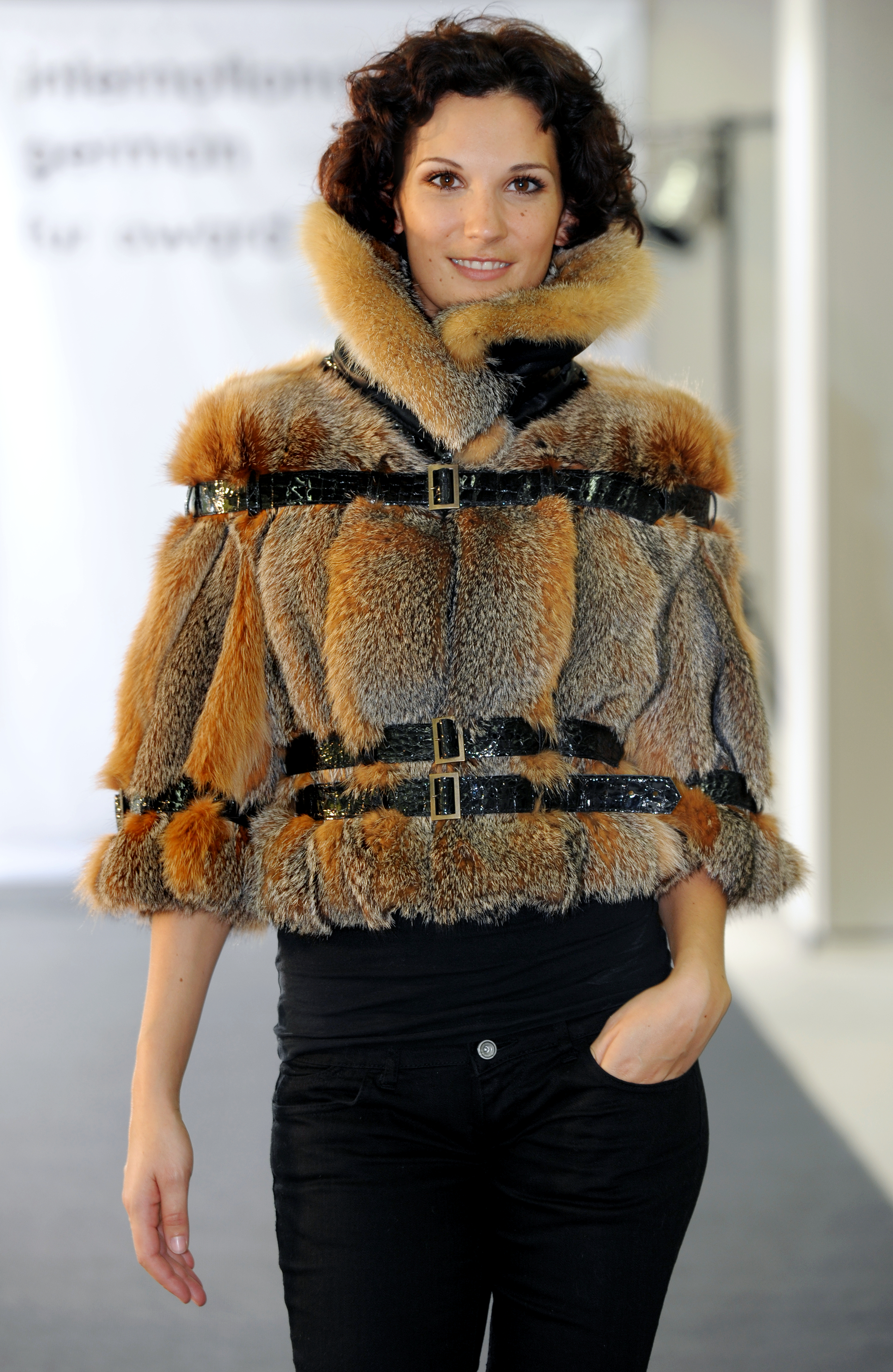
Grisfuchsjacke
(Andreas Fahnenstich, 2009)

Im Groß- und Einzelhandel wird das Fell des nordamerikanischen Graufuchses oder Grisfuchses meist als Grisfuchsfell angeboten, die Bezeichnung Graufuchs wurde in der Vergangenheit häufiger für graufarbige Füchse anderer Provenienzen, insbesondere für südamerikanische Füchse, verwendet.
Für die Felle des südamerikanischen Kampfuchses siehe bei → Rotfuchsfell, für Felle des nordamerikanischen Kitfuchses und des Swiftfuchses siehe → Kitfuchsfell.

## Fell
Das Grisfuchsfell, früher oft fälschlich auch Griesfuchsfell, ist kleiner als das des Rotfuchses, es hat zudem auffallend kurze Pfoten, aber einen verhältnismäßig langen, buschigen Schweif. Es ist 53 bis 73 cm lang, der Schweif 28 bis 40 cm.

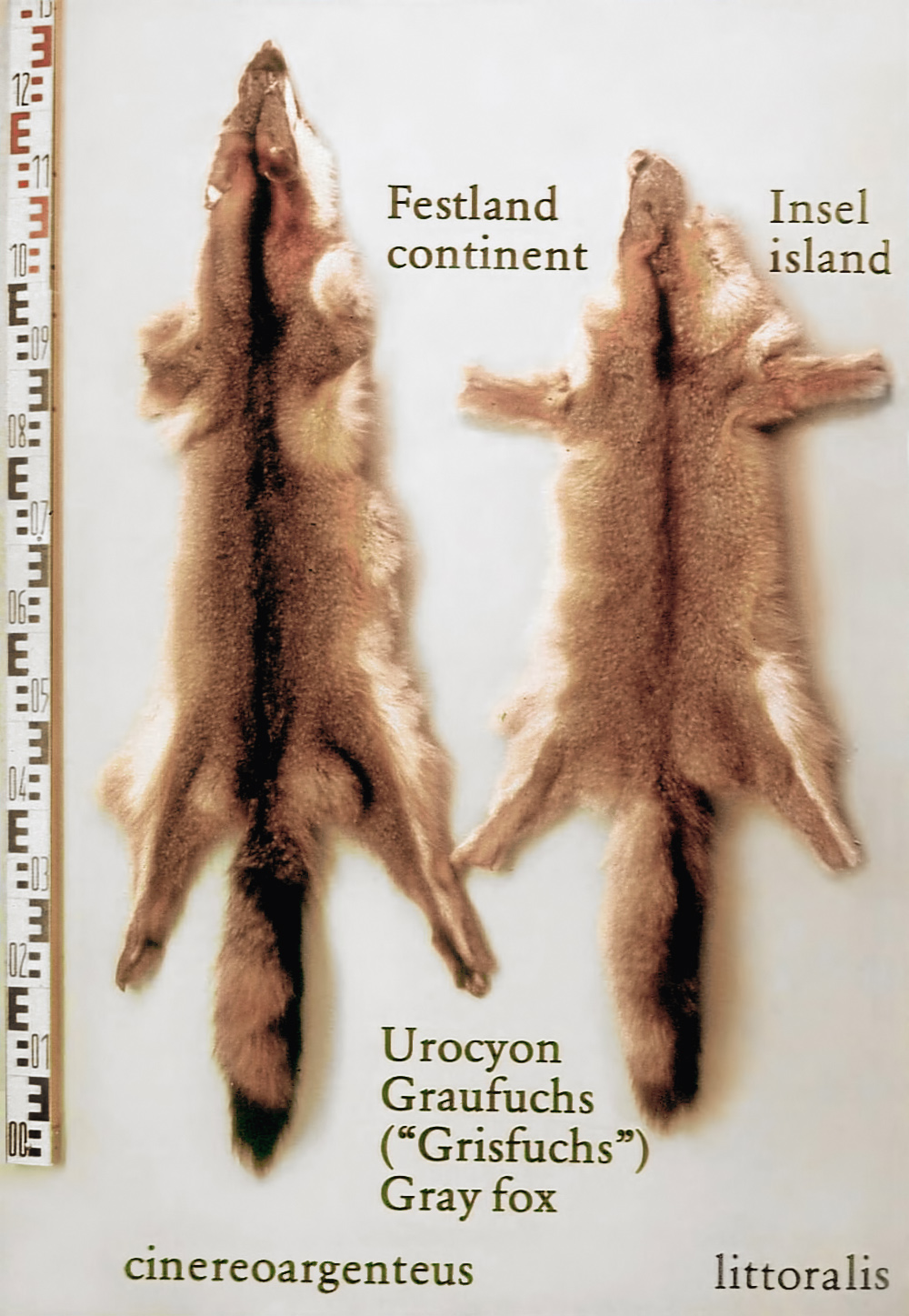
Durch Alterung etwas farbverfälschtes Foto der Felle vom Festland-Graufuchs (links) und vom Insel-Graufuchs

Das Grannenhaar ist grob und steif und im Vergleich zum Rotfuchs kürzer, die recht weiche Unterwolle sehr dicht. Der Rücken ist infolge der Schwarzweißbänderung der Grannenhaare pfeffer- und salzartig gefärbt, das heißt silbriger oder dunkler grauschwarz, wovon sich der Name des Tiers ableitet. Die Wangen, die Brust und die Wamme sind rostgelb bis kupferrot, der Schweif ist graumeliert und hat oben einen breiten tiefschwarzen Streifen. Die Haare entlang der Rückenmitte und der Schwanzoberseite wirken durch die dunklen Haarspitzen wie eine schwarze Mähne. Die Schweifbehaarung unterscheidet sich von der des Rotfuchses und anderen Fuchsarten, sie ist nicht rundum gleichmäßig, sondern nimmt auf der Unterseite an Länge zu. Je nach Vorkommen beziehungsweise den geographischen Rassen bestehen etliche Unterschiede in Fellgröße und der bunten Färbung. Das Geburtskleid ist schwarz.
Zoologisch gibt es zwei Arten, den wesentlich kleineren und dunkleren Insel-Graufuchs und den Festland-Graufuchs, nur der Letztere ist für den Pelzhandel von Bedeutung.
Der Haltbarkeitskoeffizient für das Grisfuchsfell wird mit 50 bis 60 Prozent angegeben. Bei einer Einteilung der Pelztiere in die Feinheitsklassen seidig, fein, mittelfein, gröber und hart wird das Grisfuchshaar als gröber eingestuft.

## Handel
Der Handel unterscheidet beim Festland-Grisfuchs nach Herkommen zwischen
 Eastern (Colorado, Missouri, Texas, Rocky Mountains usw.) mit kurzhaarigem seidigen Fell, silbrigem Rücken, rostgelber Wamme

und den Western (New York State, Pennsylvania, Virginia, Georgia usw.) mit vollem („schwerem“) Haar, schwärzlichgrauem Rücken und bis zu kupferroter Wamme.

1938 wurde eine noch differenziertere Klassifizierung angegeben, in zusätzlich Northern, Central, Coast und Southwestern.

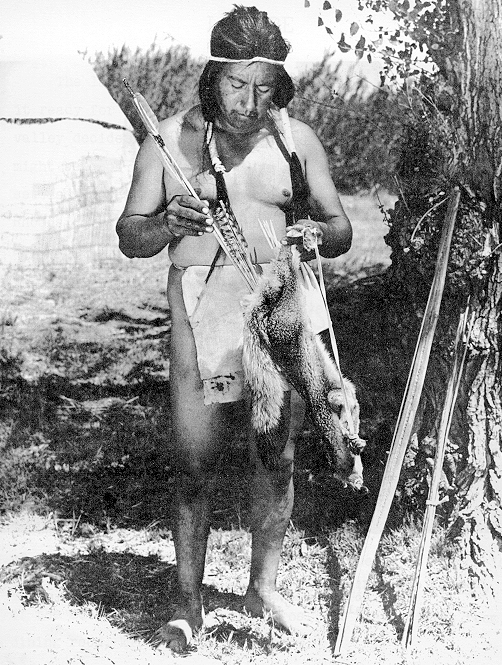
Yokute mit einem Grisfuchsfell als Köcher
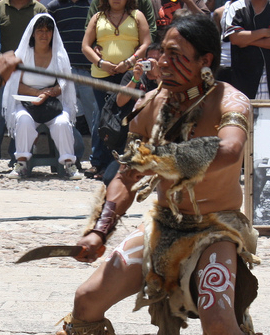
Tolteke mit Grisfuchsfellschmuck, Ritualtanz, 2012

Außer nach ihrem Ursprungsgebiet werden die Felle nach der Qualität der Haardichte sortiert. Die Eastern und Western haben das dichteste Fell, das die Haare aufrecht stehen lässt, in der Pelzbranche wird dies bei allen Fellarten als „rauch“ bezeichnet, im Gegensatz zu Fellen mit dünner Haardichte und flach anliegendem Heer. Centrals sind nicht so dicht im Haar und erscheinen deshalb sehr flach. Coasts, aus der Küstenregion, sind sehr viel blasser als die Centrals aus dem Landesinnern, haben jedoch die gleiche Struktur. Die übrigen Gegenden liefern alle Felle, „die zu schlecht sind um sie für irgendetwas anderes als für Niedrigstpreisprodukte zu verwenden“.
Die im kältesten Teil des Winters gewonnenen Felle haben ein weiches, erstklassiges Fell, frei von jeglichen bläulichen Flecken. Die Haardichte ist in der Regel ausreichend und das Grannenhaar ist wesentlich weicher als in den unteren Qualitäten. Sie gehören in die beste Sorte, den Ones beziehungsweise Firsts.
Zweite Qualitäten, die Twos beziehungsweise Seconds, stammen aus der Jahreszeit bis kurz vor dem Höhepunkt des Winters. Sie haben nur eine leicht bläuliche Tönung, eine weiche Granne und sind fast so voll im Haar wie die beste Ware. Die nach der kältesten Periode gewonnenen Felle fallen ebenfalls in diese Qualitätsstufe, in der Regel sind sie am rötlichen Fleck an Kopf und Schultern zu erkennen sowie an dem etwas härteren Leder.
Die noch geringeren Qualitäten werden als dritte Sorte, Threes, klassifiziert, die ganz geringen, flachen, unerwünschten Felle als letzte, vierte Stufe, die Fours.
Eine weitere Einteilung erfolgt nach der Fellgröße, ebenfalls in vier Stufen: Extra Large, Large, Medium und Small. In der Regel haben die mittelgroßen Felle, die Mediums, das weichste Fell und das schönste Haarbild. Das ist vermutlich darauf zurückzuführen, dass es sich hier hauptsächlich um Felle weiblicher Tiere sowie männlicher Füchse im ersten Lebensjahr handelt.
Die Anlieferung der Rohfelle geschieht meist rund abgezogen, mit dem Haar nach außen. Lediglich die Southern und Southwestern wurden, zumindest bis in die 1930er Jahre, offen gepelzt. 
Nach 1900 führte Amerika jährlich 20.000 bis 40.000 Felle aus; 1923/24 betrug der Gesamtanfall etwa 80.000; 1950 waren es 100.000 Felle. Um 1988 kamen jährlich etwa 250.000 bis 300.000 Felle in den Handel, etwa zur Hälfte Eastern und Western.
Grisfuchsfelle stammen immer von Tieren aus der freien Wildbahn. Gemessen an anderen, meist aus der Zucht stammenden Fuchsfellarten, ist der Anfall an Grisfuchsfellen sehr gering.

## Veredlung, Verarbeitung, Geschichte

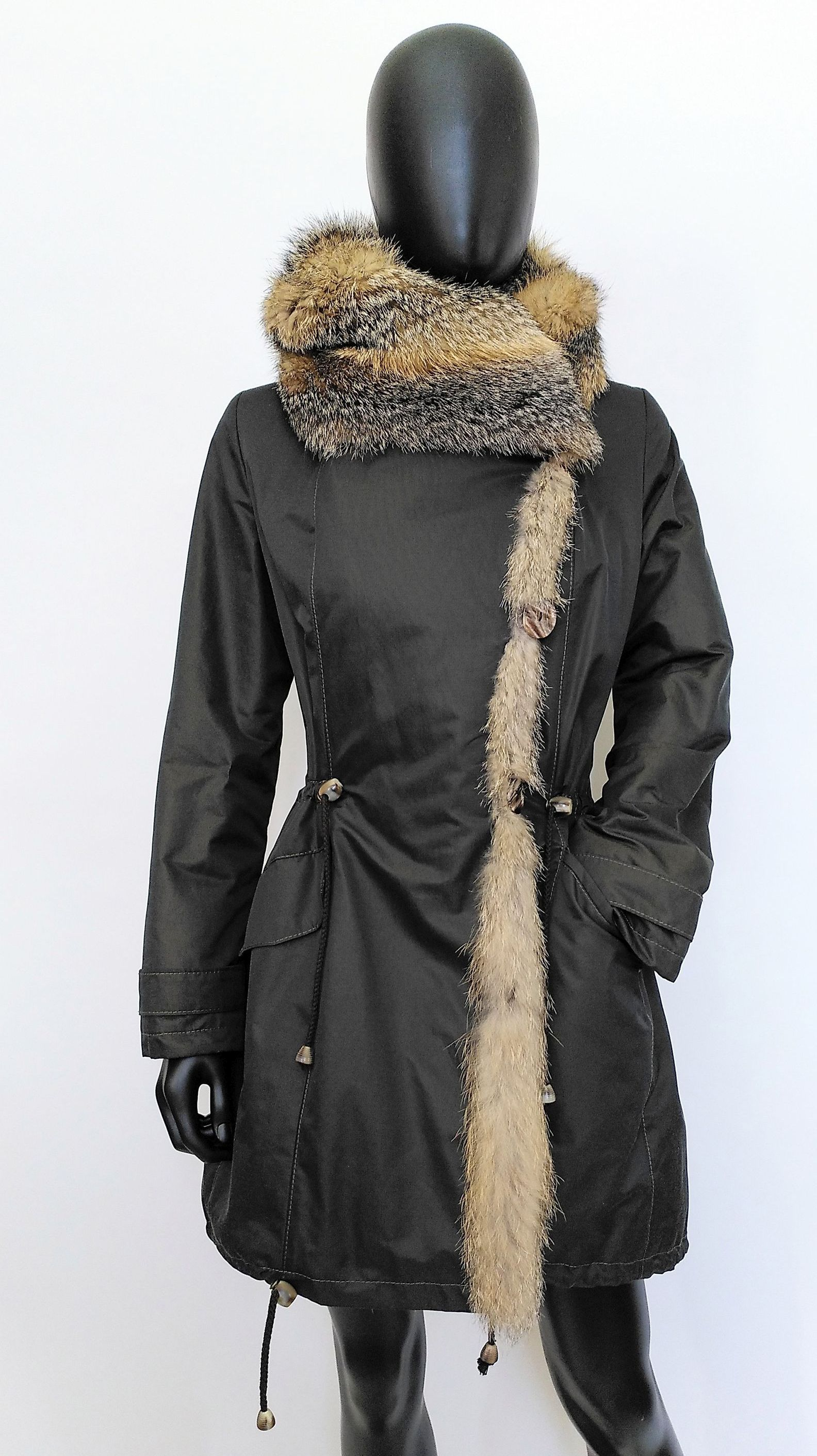
Parka mit Grisfuchsfell (Stephanie Metz, 2021)

1911 vermerkte der Rauchwarenhändler Emil Brass: „Das Fell kann zu Futter nicht verwendet werden, sondern nur zu Stolas und Muffen. Auch Schweif und Klauen können zu nichts anderem als zur Verzierung von Stolas gebraucht werden. Manchmal wird auch die Unterwolle dunkelblau gefärbt, während die weißen Spitzen ihre Farbe behalten. Der gegenwärtige Durchschnittswert ist etwa 10 Mk. pro Fell.“ 1940 schrieb die Leipziger „Kürschner-Zeitung“ „...sie werden naturell oder blaugefärbt zu Krawatten, Würgern, Jagdmuffen und Decken, neuerdings auch vereinzelt zu Jacken und Capes verarbeitet“. In einem Rauchwarenfachbuch hieß es 1986, ganz im Gegensatz zu Brass, aber offensichtlich nun, was die Verwendung angeht, bereits stark veraltet, der Grisfuchs sei wegen seines kurzen, harten Haares von geringem Wert und „wird zur Fütterung von Reisepelzwerk verarbeitet“.
Das für einen Fuchs recht kurzhaarige Fell mit seiner lebhaften Farbstellung wurde nach dem Zweiten Weltkrieg nun auch viel zu Jacken und Mänteln genutzt und seit etwa den 1990er zunehmend, teilweise modisch eingefärbt, zu Besätzen und Kapuzenverbrämungen. Auch heute noch bleibt beim Färben die natürliche Farbstruktur erhalten, da die harte Granne die Farbe in einem sehr viel geringeren Maß annimmt als das weiche Unterhaar. Für die Veredlung allgemein siehe den Hauptartikel → Pelzveredlung.
Seit der Einführung der Pelznähmaschine um 1900 (erfunden um 1870) ist es zu wirtschaftlichen Kosten möglich, durch das so genannte Auslassen Felle in der Form beliebig zu verändern. Hierbei werden durch schmale V- bzw. A-förmige Schnitte die Felle auf Kosten der Breite in jede gewünschte Länge, bis hin zum bodenlangen Abendmantel, gebracht (siehe Foto).
Wie bei fast allen Fellarten werden auch beim Grisfuchs die abfallenden Fellreste, insbesondere Pfoten und Seiten, zu Tafeln zusammengesetzt und kommen als so genannte Bodys zur Weiterverarbeitung in den Großhandel. Der Hauptort für die Verwertung der in Europa anfallenden Fellreste ist Kastoria in Griechenland sowie der in der Nähe liegende kleinere Ort Siatista. Die Schweife dienen als Anhänger für Schlüsselbunde, Taschen usw., bei entsprechender Mode auch als Boas, obwohl sie weniger weich sind und ein geringeres Volumen haben als die Schweife der meisten anderen Fuchsarten.

## Zahlen
Detaillierte Handelszahlen über nordamerikanische Rauchwaren finden sich bei
Emil Brass: Aus dem Reiche der Pelze. 1. Auflage, Verlag der „Neuen Pelzwaren-Zeitung und Kürschner-Zeitung“, Berlin 1911
Emil Brass: Aus dem Reiche der Pelze. 2. verbesserte Auflage, Verlag der „Neuen Pelzwaren-Zeitung und Kürschner-Zeitung“, Berlin 1925
Emil Brass: Aus dem Reiche der Pelze (1911) (Digitalisat – Internet Archive)
Milan Novak u. a., Ministry of Natural Resources: Wild furbearer management and conservation in North America.  Ontario 1987 (engl.). ISBN 0-7778-6086-4
Milan Novak u. a., Ministry of Natural Resources: Furbearer Harvests in North America, 1600-1984, Anhang zu vorstehendem Wild furbearer management and conservation in North America.  Ontario 1987 (engl.). ISBN 0-7729-3564-5

## Anmerkung
1. ↑  Die angegebenen vergleichenden Werte (Koeffizienten) sind das Ergebnis vergleichender Prüfung durch Kürschner und Rauchwarenhändler in Bezug auf den Grad der offenbaren Abnutzung. Die Zahlen sind nicht eindeutig, zu den subjektiven Beobachtungen der Haltbarkeit in der Praxis kommen in jedem Einzelfall Beeinflussungen durch Gerbung und Veredlung sowie zahlreiche weitere Faktoren hinzu. Eine genauere Angabe könnte nur auf wissenschaftlicher Grundlage ermittelt werden.

Die Einteilung erfolgte in Stufen von jeweils 10 Prozent. Die nach praktischer Erfahrung haltbarsten Fellarten wurden auf 100 Prozent gesetzt.